# Bekasowate
Bekasowate, słonkowate (Scolopacidae) – rodzina ptaków z rzędu siewkowych (Charadriiformes). 

## Występowanie
Rodzina obejmuje gatunki w większości preferujące otwarte tereny podmokłe, zamieszkujące cały świat poza Antarktydą.

## Cechy charakterystyczne
Ptaki te charakteryzują się następującymi cechami:
- zróżnicowane rozmiary, masa ciała od 50 do 1000 g
- dziób krótki prosty lub długi prosty lub długi i zagięty łukowato ku dołowi albo lekko w górę, często jaskrawo ubarwiony
- nogi długie lub średnie, często jaskrawo ubarwione
- brak, lub szczątkowy kciuk
- rzadko występuje dymorfizm płciowy, ale dość częsty jest dymorfizm sezonowy
- w upierzeniu przeważają szarości i brązy, ewentualnie z białymi lub czarnymi elementami
- zamieszkują otwarte, podmokłe tereny; nieliczne gatunki – podmokłe lasy
- niektóre gatunki takie jak batalion, słonka czy kszyk odbywają charakterystyczne rytuały godowe
- gniazda budują na ziemi
- w zniesieniu zazwyczaj 4 jaja; jeśli składają drugi lęg, liczy on zazwyczaj 3 jaja
- zazwyczaj wysiadują oboje rodzice przez okres około 21 dni.

## Systematyka
Do rodziny należą następujące podrodziny:
- Numeniinae G.R. Gray, 1840[b] – kuliki
- Limosinae G.R. Gray, 1841 – rycyki
- Scolopacinae Rafinesque, 1815[a] – słonki
- Arenariinae Stejneger, 1885 – biegusy
- Tringinae Rafinesque, 1815[c] – brodźce